# Samson Peak
Samson Peak är en bergstopp i Kanada.   Den ligger i provinsen Alberta, i den centrala delen av landet, 3 100 km väster om huvudstaden Ottawa. Toppen på Samson Peak är 3 052 meter över havet, eller 578 meter över den omgivande terrängen. Bredden vid basen är 2,0 km.
Terrängen runt Samson Peak är bergig österut, men västerut är den kuperad. Trakten runt Samson Peak är nära nog obefolkad, med mindre än två invånare per kvadratkilometer.. Det finns inga samhällen i närheten. 
Trakten runt Samson Peak består i huvudsak av gräsmarker.